# روبرت جونسون (طبيب)
روبرت جونسون (بالإنجليزية: Robert Walter Johnson)‏ (و. 1899 – 1971 م) هو طبيب، ومدرب كرة المضرب، من الولايات المتحدة الأمريكية، ولد في نورفولك، فيرجينيا، توفي في لينشبرغ، عن عمر يناهز 72 عاماً.

## التعليم
تعلم في لينكولن يونيفيرسيتي بنسيلفينيا، وكلية ميهاري الطبية - مدرسة الطب، وLincoln University, Pennsylvania (CDP) ‏.

## جوائز
حصل على جوائز منها:
- قاعة مشاهير كرة المضرب الدولية.

## روابط خارجية
- روبرت جونسون على موقع قاعة مشاهير كرة المضرب الدولية (الإنجليزية)
- روبرت جونسون على موقع قاعة فرجينيا للمشاهير الرياضية (الإنجليزية)